# Eleccions regionals de Friül-Venècia Júlia de 1993
Les eleccions per a renova el consell regional del Friül – Venècia Júlia se celebraren el 6 de juny de 1993.
| ← Eleccions regionals de Friül-Venècia Júlia, 1993 →              |         |        |        |
| Partits                                                           | vots    | (%)    | escons |
| Lliga Nord (LN)                                                   | 212.500 | 28,5%  | 18     |
| Democràcia Cristiana Italiana (DC)                                | 177.858 | 22,3%  | 15     |
| Partit Democràtic d'Esquerra (PDS)                                | 78.582  | 9,9%   | 5      |
| Moviment Social Italià-Dreta Nacional (MSI-DN)                    | 66.321  | 8,3%   | 5      |
| Rifondazione Comunista (PRC)                                      | 44.002  | 5,5%   | 4      |
| Aliança Verda Friüli-Venezia Giulia                               | 43.023  | 5,4%   | 3      |
| Partit Socialista Italià (PSI)                                    | 37.649  | 4,7%   | 3      |
| Lliga Autonomista Friüli (LAF)                                    | 37.420  | 4,7%   | 2      |
| Llista per Trieste (LpT)                                          | 26.294  | 3,3%   | 2      |
| La Rete                                                           | 14.044  | 1,8%   | -      |
| Partit Republicà Italià (PRI)                                     | 13.455  | 1,7%   | -      |
| Partit Socialista Democràtic Italià - Verds Friuli Venezia Giulia | 12.663  | 1,6%   | -      |
| Partit Liberal Italià (PLI)                                       | 10.277  | 1,3%   | -      |
| Total                                                             | 744.088 | 100,00 | 57     |